# 348239 Societadante
348239 Societadante este o planetă minoră (asteroid) din centura de asteroizi. A fost descoperită pe 20 septembrie 2004 la Andrușivka de Andrușivska astronomicina observatoria⁠(d). 
Obiectul prezintă o orbită caracterizată de o semiaxă mare de 3,0614754191864 UAi, o excentricitate de 0,15, o înclinație de 11,4 ° în raport cu ecliptica.